# Óscar Andrade (político)
Óscar Andrade Lallana (Canelones, 1974), apodado el Boca Andrade, es un político uruguayo. Fue Secretario General del Sindicato Único Nacional de la Construcción y Anexos (SUNCA). Es miembro del Partido Comunista de Uruguay e integra el Frente Amplio.

## Biografía
Terminó sus estudios secundarios de adulto, y cursó dos años de Universidad de la República. Trabajó desde joven como panadero y obrero de la construcción (de albañil y carpintero). Es líder del Sindicato Único Nacional de la Construcción y Anexos (Sunca), elegido como secretario general con el voto del 80% de los afiliados.
Es parte del Frente Amplio y pertenece al Partido Comunista de Uruguay (PCU). Forma parte de la lista 1001 y fue elegido diputado en las elecciones de 2014. Renunció en julio de 2016 para dedicarse a la actividad gremial.

Fue uno de los precandidatos a la Presidencia durante las elecciones internas del Frente Amplio, en junio de 2019. Contó con el apoyo de varios sectores del Frente Amplio y de militantes independientes de distintas organizaciones sociales. Su precandidatura fue observada con mucho interés, dado que el Frente Amplio atraviesa una etapa de renovación de sus liderazgos, que hace varios años están conformados por Tabaré Vázquez, José Mujica y Danilo Astori. De los cuatro precandidatos a la Presidencia de la República por el Frente Amplio para las elecciones internas de 2019, Andrade quedó en tercer lugar con el 25% de los votos.
El 15 de febrero asumió como senador. 
Es padre de tres hijos.